# Уорд, Эдгар Мелвилл
Эдгар Ме́лвилл Уорд (англ. Edgar Melville Ward; 1839, Урбана, Огайо — 1915) — американский художник, мастер жанровой живописи.

## Биография
Э. М. Уорд был младшим братом выдающегося американского скульптора Джона Квинси Адамса Уорда. Живопись он изучал в нью-йоркской Национальной академии дизайна, а затем — в Париже, в мастерской Александра Кабанеля. В 1883 году Уорд становится преподавателем на художественном отделении института Франции, затем он — профессор этого института.
Э. М. Уорд придерживался реалистического стиля в своём творчестве.

## Избранные полотна
- Бретонская прачка (Breton Washwomen (1876))
- Резчик сабо (The Sabot Maker (1878))
- Лавка ожерелий (The Collar Shop (1892))
- В швейне (The Quilting Party (1892))
- Медник (The Coppersmith)

Работы художника можно увидеть в крупнейших художественных галереях Америки, в том числе в нью-йоркском музее Метрополитен.